# IC 3520
IC 3520 ist eine irreguläre Zwerggalaxie mit ausgedehnten Sternentstehungsgebieten vom Hubble-Typ dIm im Sternbild Coma Berenices am Nordsternhimmel. Sie ist schätzungsweise 34 Millionen Lichtjahre von der Milchstraße entfernt, hat einen Durchmesser von etwa 10.000 Lj und wird unter der Katalognummer VCC 1569 als Teil des Virgo-Galaxienhaufens gelistet.

Im selben Himmelsareal befinden sich u. a. die Galaxien NGC 4531, IC 3500, IC 3501, IC 3523.
Das Objekt wurde am 10. Mai 1904 von Royal Harwood Frost entdeckt.